# Riho Terras

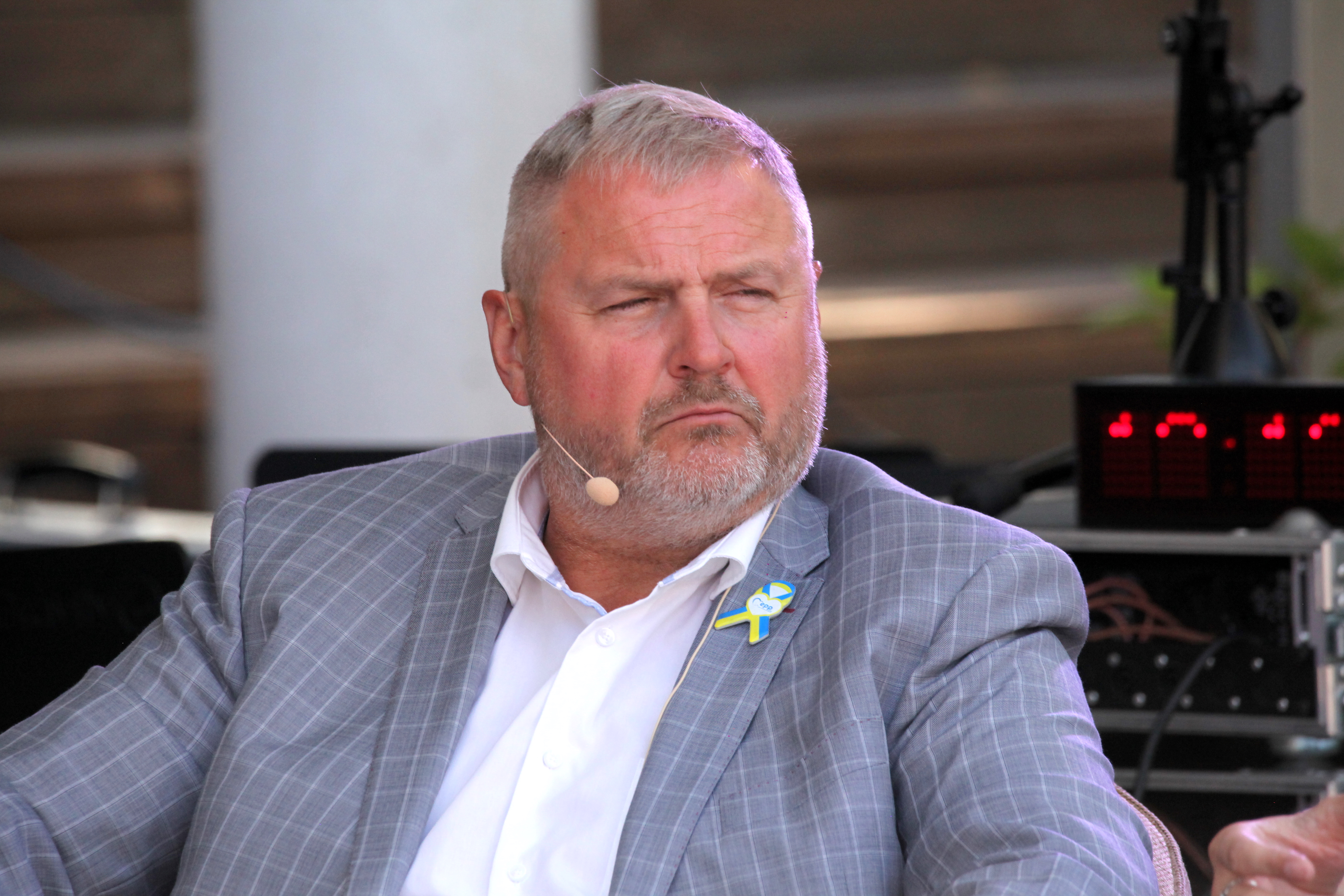
Riho Terras em 2022

Riho Terras (nascido em 17 de abril de 1967) é um general do Exército da Estónia e ex-Comandante das Forças de Defesa da Estónia. Terras serviu por um breve período como Chefe do Estado-Maior General em 2011, até ser nomeado Comandante-em-Chefe em 5 de dezembro de 2011. Ele foi promovido a general em 2017.
Ele foi eleito membro do Parlamento Europeu em 2019.